# Снакін Валерій Вікторович
Валерій Вікторович Снакін (рос. Валерий Викторович Снакин, нар. 24 квітня 1950) — доктор біологічних наук, професор, завідувач сектором Музею землезнавства МДУ, завідувач лабораторією ландшафтної екології Інституту фундаментальних проблем біології РАН, лауреат Премії Уряду Російської Федерації в галузі науки і техніки.

## Біографія
У 1973 році закінчив інженерний фізико-хімічний факультет (навчався з 1967 року) Московського хіміко-технологічного інституту ім. Д. І. Менделєєва за фахом інженер-технолог. Навчався в аспірантурі (1973—1976) Інституту агрохімії і грунтознавства АН СРСР (з 1972 року Інститут фундаментальних проблем біології РАН). Захистив дисертацію «Експериментальне дослідження біогенного круговороту і міграції йоду та інших хімічних елементів в системі грунт, живильний розчин — рослина» на здобуття наукового ступеня кандидата біологічних наук (1978) в МДУ імені М. В. Ломоносова за фахом «грунтознавство». У 1992 році захистив дисертацію «Екологічна роль рідкої фази грунту в біогеоценозі» на здобуття наукового ступеня доктора біологічних наук в Дніпропетровському державному університеті за спеціальністю «екологія». У 1998 році присвоєно вчене звання професора за фахом «екологія».
У Піщанський державному університеті, МДУ ім. М. В. Ломоносова і РДГУ читав курси «Глобальні екологічні процеси і еволюція біосфери», «Екологія», «Ландшафтна екологія», «Глобальні природні процеси».
Спеціаліст в області екології та природокористування. Розробник нових фізико-хімічні методів аналізу грунтів і грунтових розчинів, систем ґрунтових і ландшафтних параметрів для ведення екологічного моніторингу та комплексної оцінки ступеня деградації і стійкості екосистем. Один з авторів Національного атласу Росії в 4-х томах (2005—2008), Національного атласу Арктики (2017), Атласу сучасних і прогнозних аспектів наслідків аварії на Чорнобильській АЕС на постраждалих територіях Росії та Білорусі (2009), Екологічного атласу Росії (2017) та інших картографічних узагальнень екологічної ситуації на території РФ. Запропонував нову гіпотезу про причини великих вимирань видів в результаті дрейфу материків і періодичного їх об'єднання (2016). Досліджував закономірності еволюції біосфери, природничо-наукові основи глобалізації, вказав на відсутність наукових основ у концепції сталого розвитку і теорії парникового ефекту як результату діяльності людини. Вніс істотний внесок в розвиток термінології в області екології та природокористування.
Керував проектами Міжнародного наукового фонду JHE100 (1995), РФФД 95-04-28659-а; 95-07-19223-в; 95-04-28659-д; 99-04-62081; 03-04-62071-д; 05-06-80292-а; 19-15-00047, неурядових екологічних Фонду ім. В. І. Вернадського (1998), проекту АМР США «Доповідь про свинцевому забрудненні навколишнього середовища Російської Федерації та його вплив на здоров'я населення» (Біла книга, 1997—1998) і ін.

## Нагороди
- Премія Уряду Російської Федерації в галузі науки і техніки (2004)
- Премія імені О. М. Косигіна (2003) за розробку екологічних атласів Росії.

## Публікації
Автор понад 300 наукових робіт, в тому числі 20 монографій і словників, 4 винаходів  .
Основні праці  :
- Национальный атлас России в 4-х томах (соавт., 2005—2008)
- Музеи университетов Евразийской ассоциации: Аннотированный справочник (соавт., 2013)
- Учебно-научные станции Московского университета: Каталог выставки, посвящённой 300-летию со дня рождения М. В. Ломоносова
- Дёжкин В. В., Снакин В. В. Заповедное дело: Толковый терминологический словарь-справочник с комментариями. М.: НИА-Природа, 2003. 307 с.
- Снакин В. В. Глобальные экологические процессы и эволюция биосферы: Энциклопедический словарь (2014)
- Снакин В. В. Экология, глобальные природные процессы и эволюция биосферы. Энциклопедический словарь. М.: Изд-во Московского университета, 2020. 528 с.
- Снакин В. В., Алябина И. А., Кречетов П. П. Экологическая оценка устойчивости почв к антропогенному воздействию // Изв. РАН. Сер. географ. № 5. 1995. C. 50–57.
- Снакин В. В. Массовые вымирания видов животных в истории биосферы Земли: еще одна гипотеза // Изв. РАН. Сер. Географ. 2016. № 5. С. 82–90.
- Снакин В. В., Присяжная А. А., Рухович О. В. Состав жидкой фазы почв. М.: РЭФИА, 1997. 325 с.
- Snakin V., Prisyazhnaya A., Kovacs-Lang E. Soil Liquid Phase Composition. ELSEVIER, 2001. 316 р.
- Snakin V.V. (ed.). White paper. Lead contamination of the environment in the Russian Federation and its effect on human health. Moscow: REFIA, 1997. 48 pp.
- Снакин В. В. Глобальный экологический кризис: ресурсный и эволюционный аспекты // Век глобализации. 2010. Вып. № 2 (6). С. 105—114.
- Снакин, В. В. Е. М. Лаптева, Т. Г. Смурова и др. Воробьёвы горы: от Храма Христа Спасителя к Храму Науки / Под ред. А. В. Смурова и В. В. Снакина . М.: ИКАР , 2014. 92 с.
- Снакин В. В. Глобальные природные процессы: неустойчивость развития // Жизнь Земли. 2018. № 3. С. 342—349.
- Снакин В. В. Путь к устойчивому развитию: мифы и реальность // Век глобализации. 2016. № 1–2. С 80–86.
- Снакин В. В. Глобализация как закономерный этап эволюции биосферы // Жизнь Земли. 2019. Т. 41 (3). C. 272—283.
- Снакин В. В. Глобальные изменения климата: прогнозы и реальность // Жизнь Земли. 2019. Т. 41 (2). C. 148—164.
- Музей землеведения МГУ: Путеводитель., 23 ноября 2011 г. — 1 июня 2012 г. (соавт., 2014)